# 名島城
名島城（なじまじょう）は、福岡県福岡市東区名島（筑前国名島）にあった日本の城。

## 概要
博多湾に突き出した標高50mの丘陵に築かれ、三方を海に囲まれた東西300m×南北100mの土地に、北に本丸（区画の外に南丸と呼ばれる場所がある）、南に二の丸（区画内の一部を三の丸とする）の二つの郭で構成されていた。安芸国三原城と同様、水軍の根拠地（水城）としての性格の強い城であった。『筑前国続風土記』によれば、本丸よりも二の丸の区画の方が大きかったという。

## 沿革

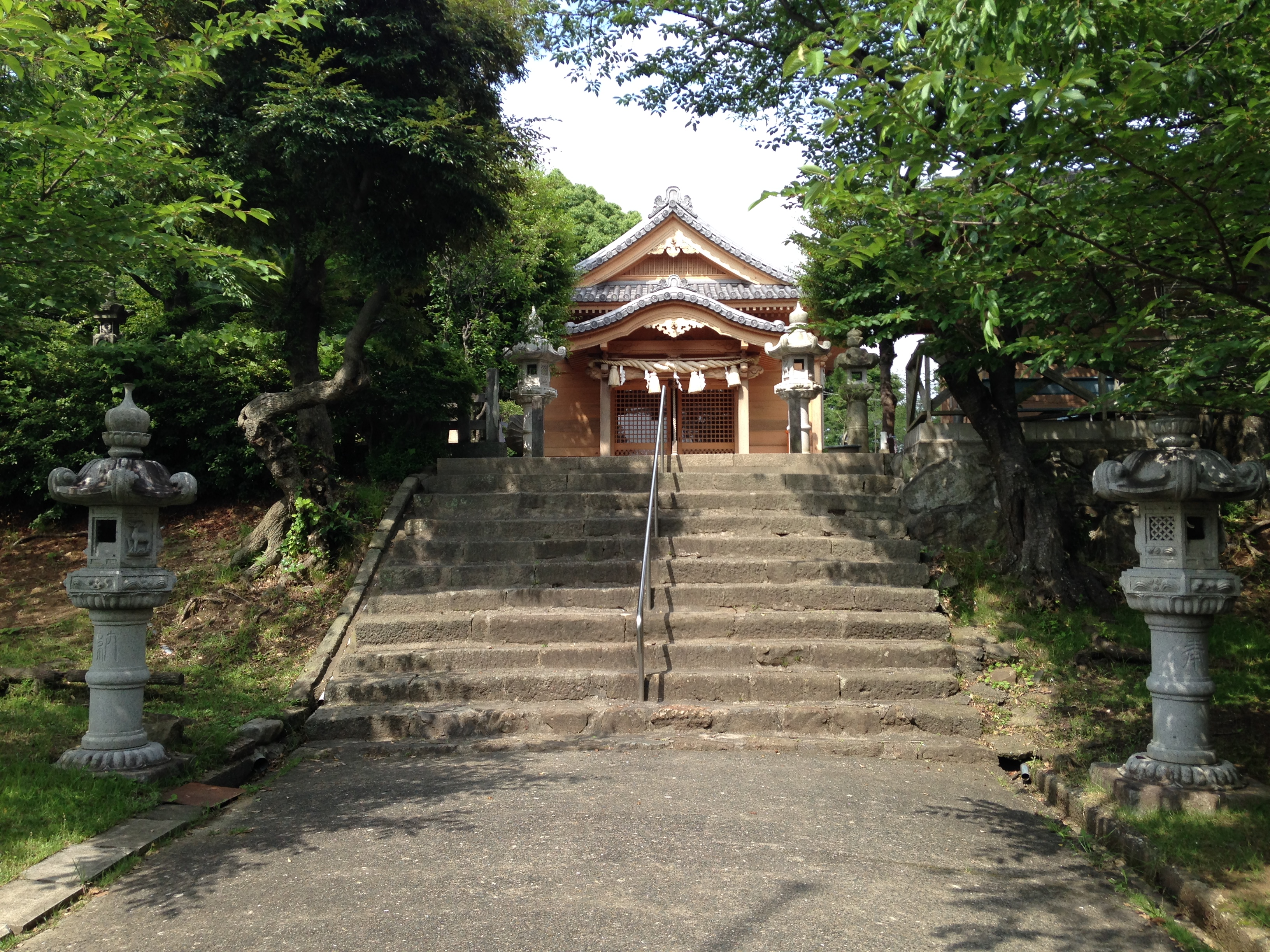
名島城跡にある名島神社

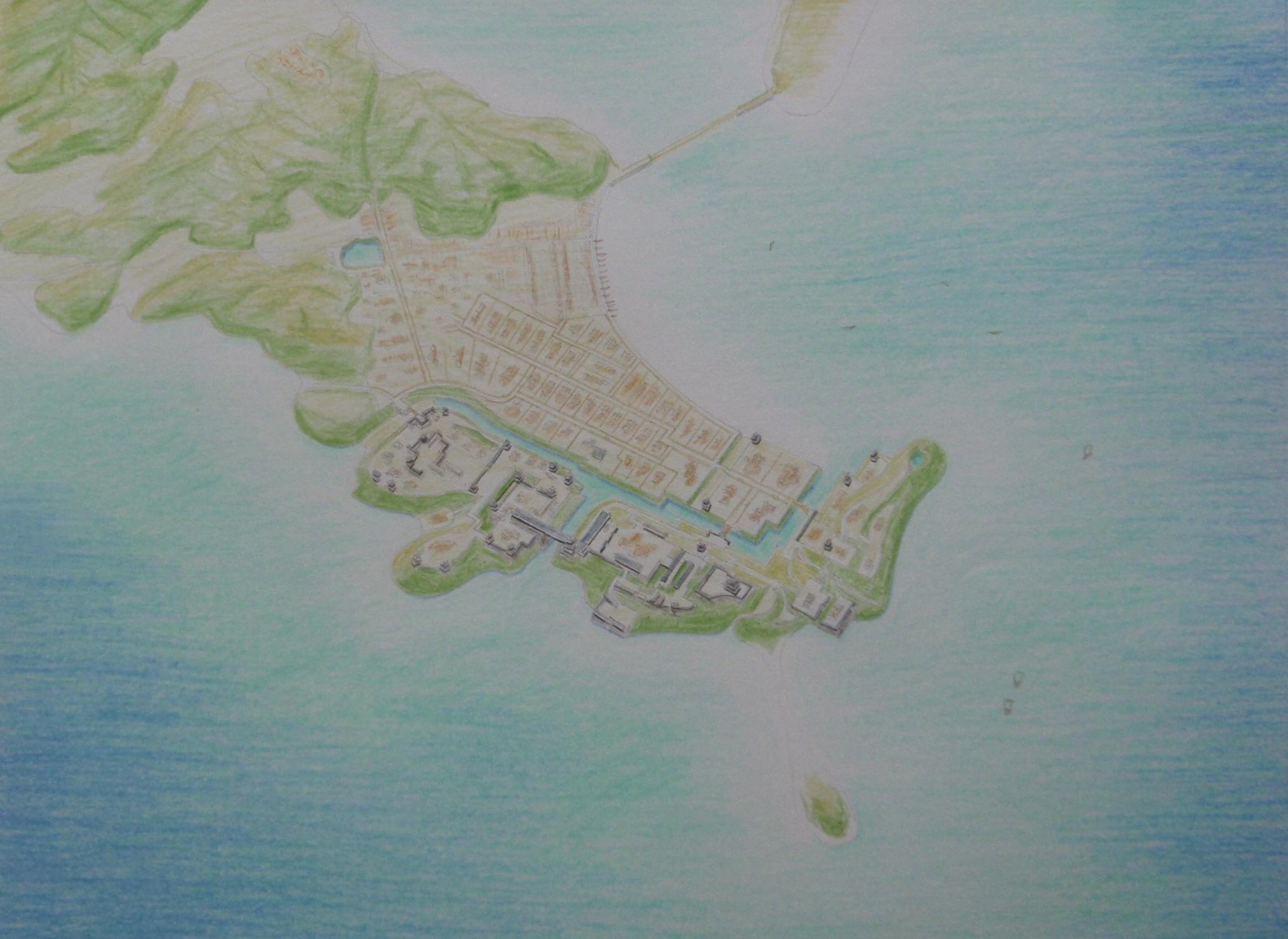
名島城推定復元図（北西方向から望む）

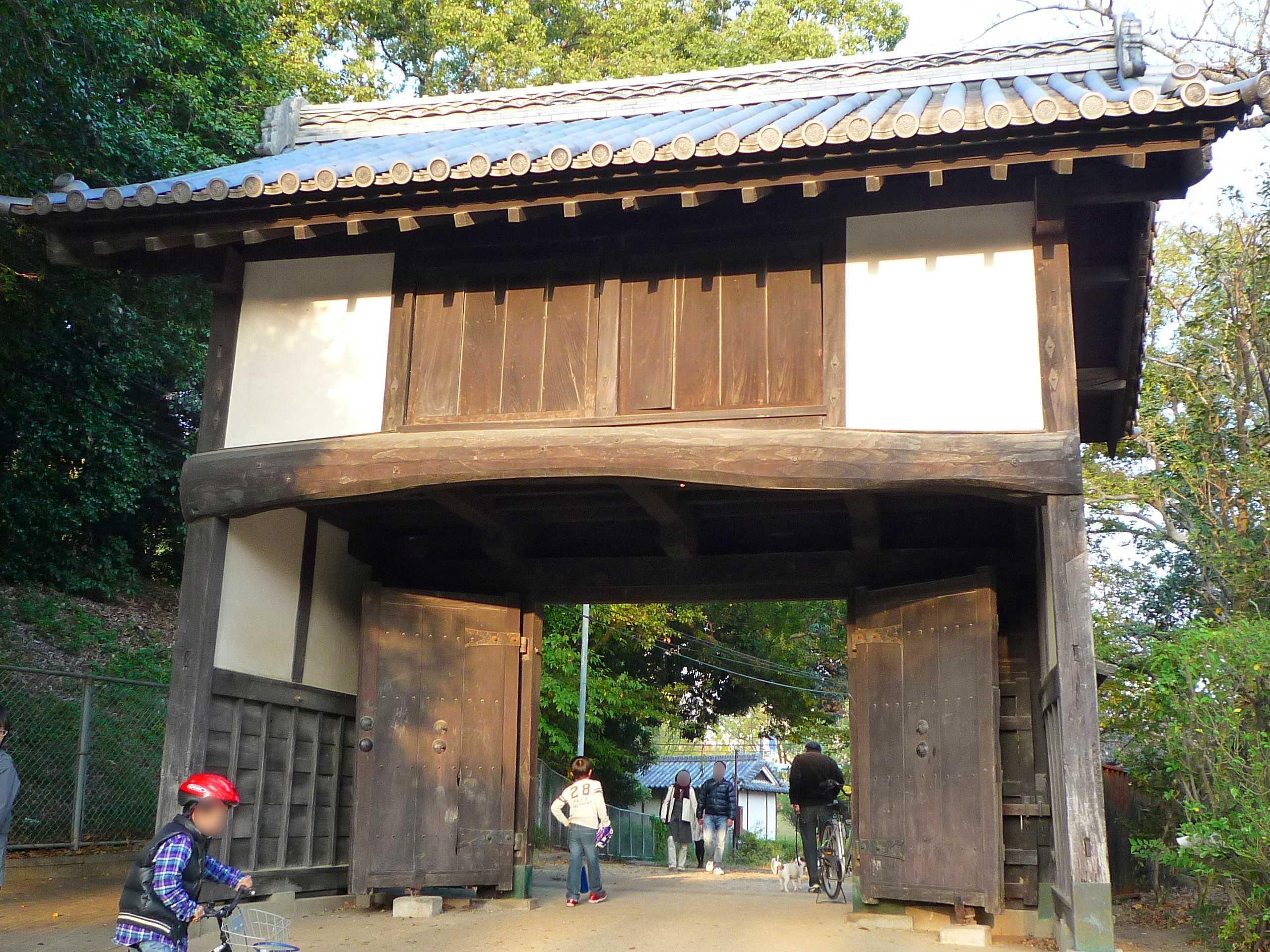
名島門（名島城から数度の移築を経て、1961年に福岡城内に移築）

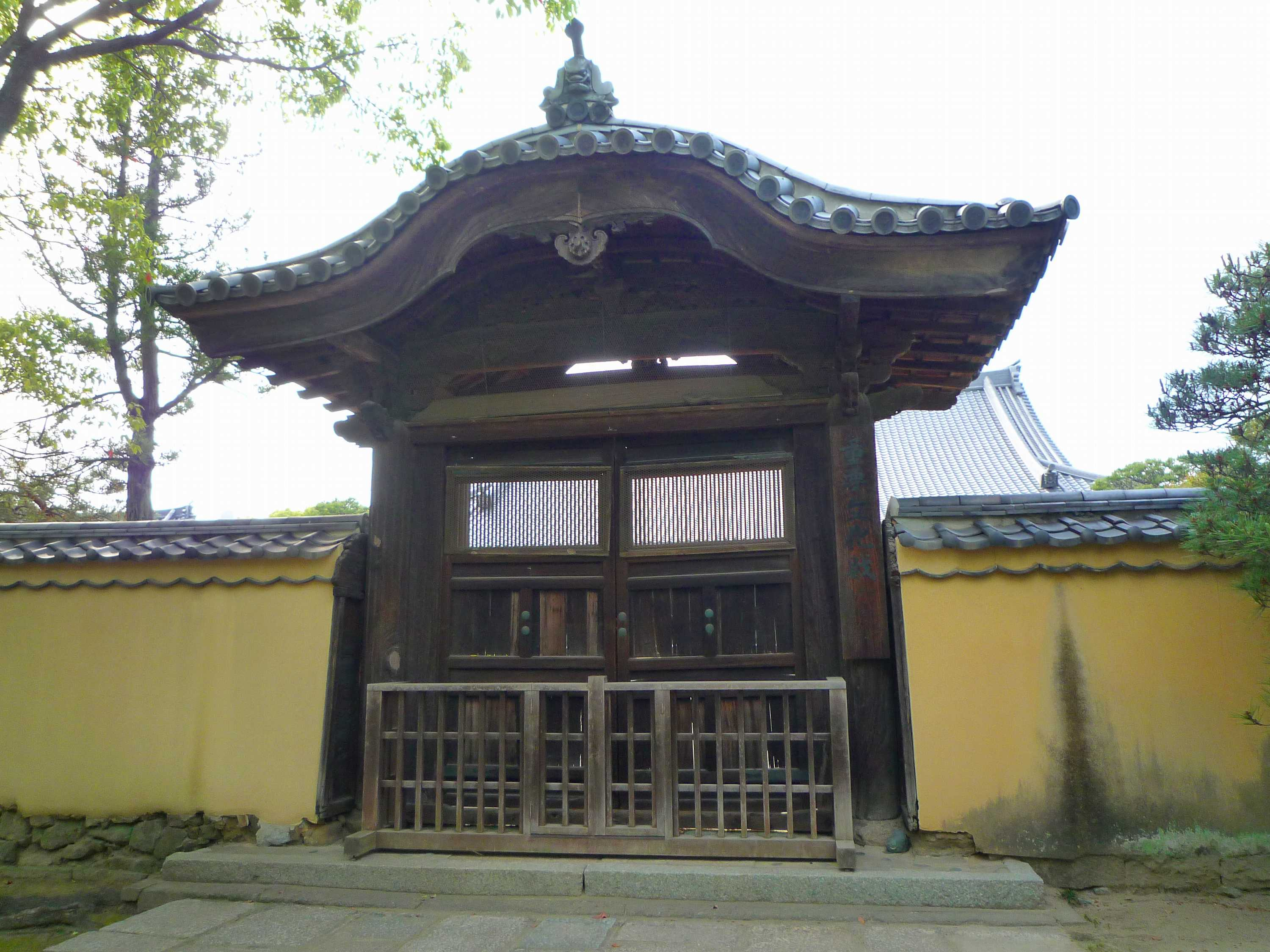
名島城の遺構と伝わる、崇福寺（福岡市博多区）の唐門

豊前国の戦国大名大友氏の庶流であった立花氏当主立花鑑載が立花山城の出城として築城したことが始まりとされる。天正15年（1587年）に島津氏を降伏させ、九州平定を果たした豊臣秀吉は、筑前国や近隣諸国を毛利氏の重臣であった小早川隆景に与えた。
小早川隆景は城地の選定にあたり、海に近く水軍の本拠とできる城の築城を計画し、この立花山城の出城であった名島城を大改修して居城とした。また、これには豊臣秀吉自らの指示もあったとされ、九州に異変があった際には中国の毛利氏より速やかに救援を送れるようにとの思惑があった。文禄・慶長の役の際には豊臣秀吉が淀殿を伴い、この城に立ち寄り宿泊している。同役に参加するために肥前国名護屋城に向かっていた常陸国の大名佐竹義宣の家臣の平塚滝俊が、旅中に通過した名島城について、島に構築された水軍城であること、城下町が形成されていたこと、城に直接大船を接岸できる構造であること、石垣と天守が立派であったことなどを書き残している。
後に小早川隆景は、養子とした小早川秀秋に家督を譲り、この名島城から退去して三原城に戻った。秀秋は小早川家の新たな当主として名島城に入り、城主となった。
慶長5年（1600年）の関ヶ原の戦いの結果、小早川秀秋は岡山51万石に加増転封され、この筑前国には豊前国中津から黒田長政が入った。長政は立地的に城下町の整備の余裕が無い名島城を廃城とし、近隣の福崎に新城の築城を決定した。そのため名島城の建物は建材として、石垣は石材として持ち出され福岡城の資材となった。また城の一部が移築され、「名島門」の名で大濠公園と平和台陸上競技場の間に現存している。小早川隆景が筑前における菩提寺としてお墓が残る宗生寺（宗像市）の山門として搦め手門を移築、後の藩主黒田一門の菩提寺崇福寺唐門など遺構が残る。
なお、旧名島城にあった襖絵や障壁画などは、現在、京都国立博物館に所蔵されている。

## 現状
城跡の多くが住宅地となり、天守台の一部や名島神社にその名残を留める。
福岡市では地元の要望により名島神社に隣接する高台部の民有地を購入し、名島城址公園として整備し2012年4月に開園した。案内の看板なども設置され、史跡としての体裁が整えられた。園内の桜の木は枝が地面のすぐ上にあり地を這うように伸びているのが特徴で、「臥龍桜」の愛称が付けられている。
また、福岡城などへの移築に伴い、残っていないとされていた城の遺構も発掘により発見され現地で公開されている。

## アクセス
最寄りの鉄道の駅は西鉄貝塚線の名島駅であるが距離が1km以上あるため、市内中心部の天神中央郵便局前バス停から西鉄バスを利用して名島運動公園前で下車する方が楽である。

名島運動公園前に停車するバスの殆どは都市高速経由で天神からの所要時間は15分程度。名島神社境内から名島城址公園に入ることができる。
名島城址公園の開放時間は、4月～9月 9:00～19:00、10月～3月 9:00～17:00、無料。
なお、以前はあった駐車場は無くなった為、公共交通機関でのアクセスが必須である。